# 방사탑
방사탑(防邪塔)은 제주도 전역에서 볼 수 있는 돌무지탑이다.
제주전역에는 38기 방사탑이 남아있고 그 중 17기가 민속자료로 지정관리되고 있으며, 이러한 방사탑은 마을의 안녕을 보장하고 수호하여 준다는 신앙이 있음을 보여주는 제주도의 민속문화재이다.
제주도 방사탑은  액운이 들어오는것을 돌로 탑을 쌓아 재앙을 막을 수 있다는 믿음을 형상화한 것이라고 할 수 있다.
최근에는 이를 현대적으로 표현한 방사탑 5기가 제주시 용담2동에 지역주민의 염원과 예술적가치를 같이 보여주며 새로이 만들어지기도 했다.

## 명칭과 기능
육지의 장승과 솟대과 서낭당 신앙은 그 명칭과 기능면에서 제주도 섬의 돌하르방 및 방사탑과 서로 유사한 점이 있어 비슷하다.
타지방의 ‘장승’이나 ‘솟대’와 같이 마을의 방사(防邪) 기능을 하면서도 돌을 나르고 함께 돌을 쌓는
공동작업은 공동체 정신을 확인할 수 있는 제주도의 중요한 문화유산이라 할 수 있다.

## 돌탑 상부 및 내부 장식
- 제주시 이호동 골왓마을 방사탑 5기 중 북쪽 4기는 상부에 아무것도 없는 돌탑이고, 남쪽 1기는 돌탑 위에 ‘가마귀’라 부르는 새모양의 ‘十’자형 나무 조형물이 꽂혀 있다.[3]
- 한경면 용수리에는 방사탑 2기가 포구 좌우에 세워져 있는데, 탑 위에 새 부리 모양과 닮은 돌이 놓여있고 이것을 ‘매조자귀’ (혹은 ‘매주제기’)라고 부른다.
- 방사탑을 쌓아 올릴 때는 그 속에 ‘우금’(밥주걱)이나 솥을 묻고 그 위에 돌탑을 사람의 키 이상 쌓았다.
- 대정읍 무릉리 방사탑은 풍농을 기원하기 위해 밭갈이에 소용되는 쟁기의 볏과, 보습, 솥을 묻었다고 한다.
- 성산읍 시흥리 바닷가 돌탑 위에는 돌하르방이 세워져 있는데  마을 사람들은 이 탑을 ‘거욱대’, ‘돌하르방’, ‘영등하르방’으로 부른다.[4]

## 같이 보기
- 제주특별자치도의 민속문화재
- 제주 칠머리당영등굿
- 설문대할망
- 삼성혈